# Соламаргин
Соламаргин (другое название — δ-соланигрин) — ядовитое химическое соединение, содержащееся в растениях семейства паслёновых (Solanaceae), таких как картофель, помидоры и баклажаны. Является гликоалкалоидом, получаемым из соласодина.
Соламаргин был одним из компонентов корамзина, неудачного экспериментального лекарства от рака.

## Некоторые растения

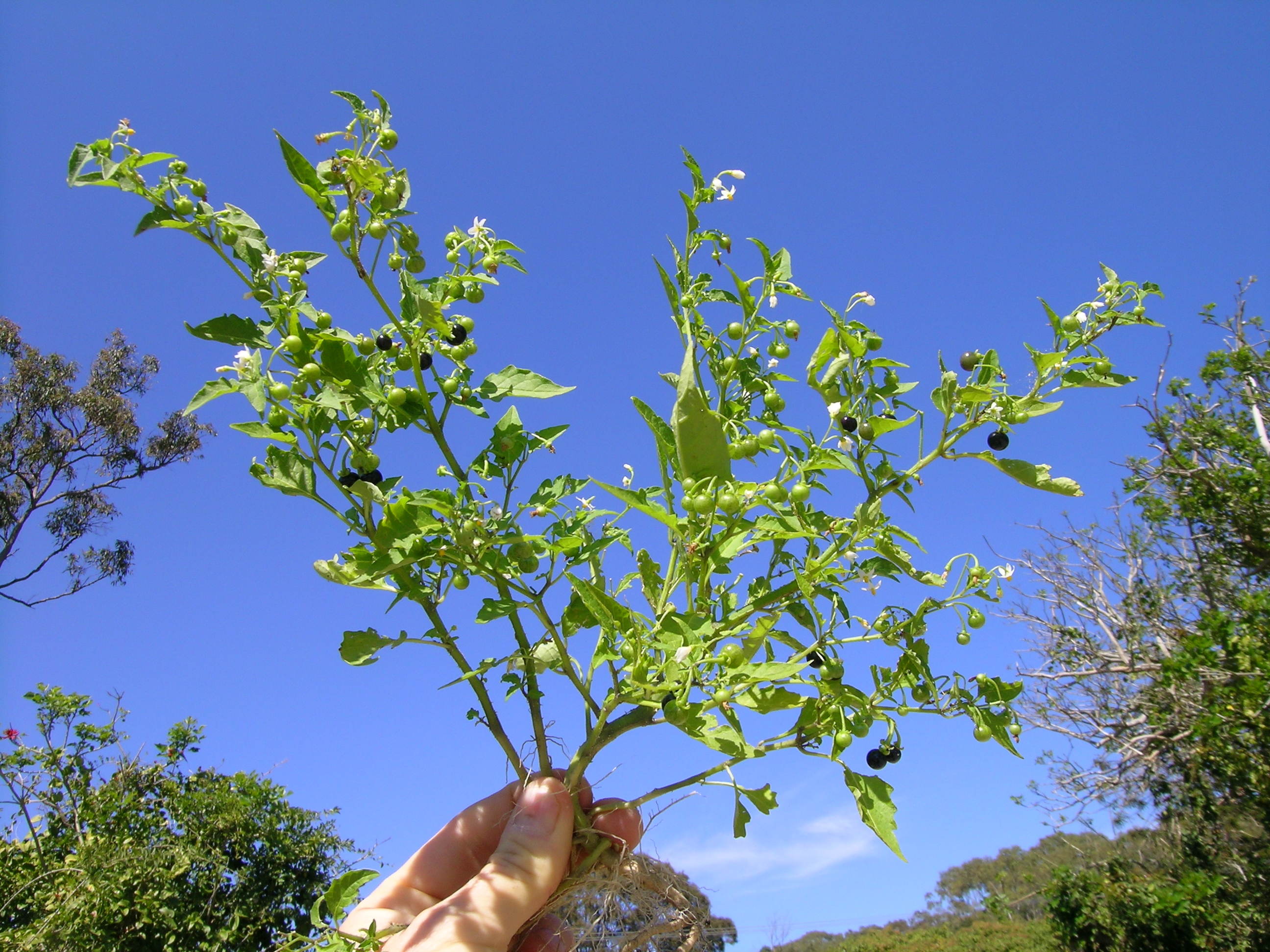
Паслён американский (Solanum americanum)
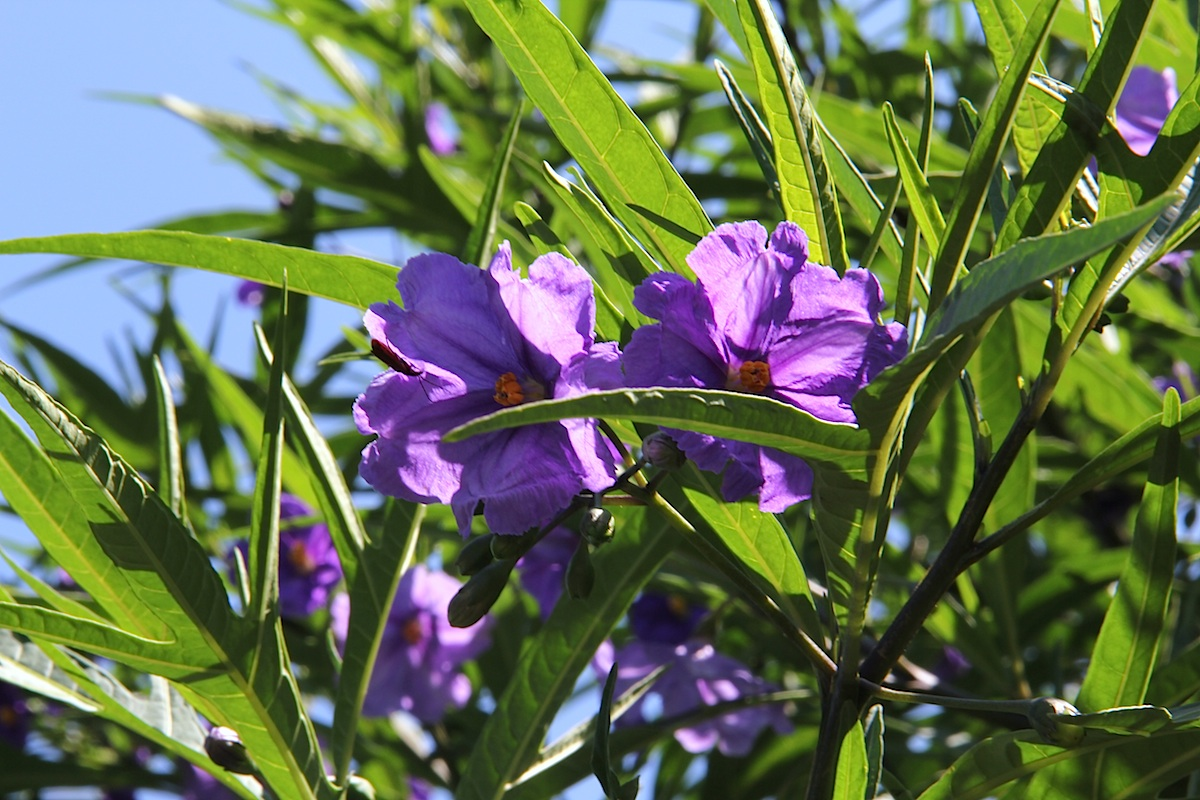
Паслён птичий (Solanum aviculare)
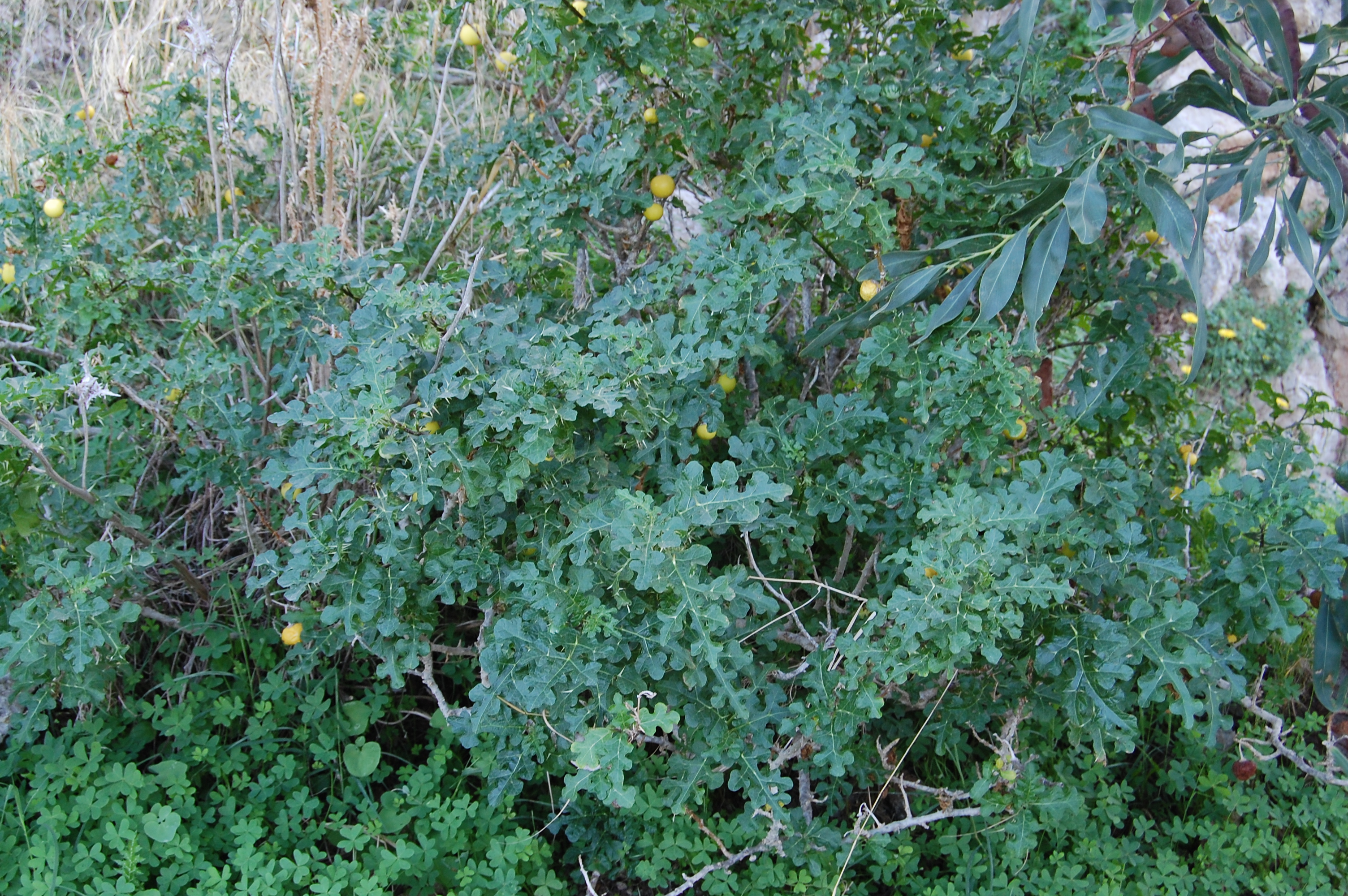
Паслён Линнея (Solanum linnaeanum)